# Medical Subject Headings
Medical Subject Headings (MeSH) je sveobuhvatni kontrolirani vokabular koji je osnovan radi indeksiranja članaka u časopisima i knjigama iz područja svih bioznanosti. Najpoznatiji je medicinski tezaurus. Razvila ga je i održava ga Nacionalna knjižnica medicine SAD (NLM). 
Njime se služe baze podataka MEDLINE/PubMed i NLM-ov katalog knjiga. Također se njime služi registar ClinicalTrials.gov radi razvrstavanja koje bolesti se proučava u kliničkim ispitivanjima registriranim u ClinicalTrials.gov.
MeSH je pušten u uporabu 1963. godine. Godišnja tiskana inačica prestala je postojati 2007. i od tad je dostupna samo internetski. Može ju se pretraživati i skidati bez naknade putem PubMeda. Izvorno je bila samo na engleskom, a danas je prevedena na brojne ine jezike te dopušta preuzimanje dokumenata na raznim jezicima.
MeSH je 2009. imao 25.186 opisnica. Uz većinu opisnica kratki je opis ili definicija, poveznica k odnosnoj opisnici te popis istoznačnica ili srodnih po značenju bliskoznačnica (engl. entry terms). 
Zbog ovih popisa istoznačnica, MeSH se može smatrati tezaurusom.